# Červen 2017

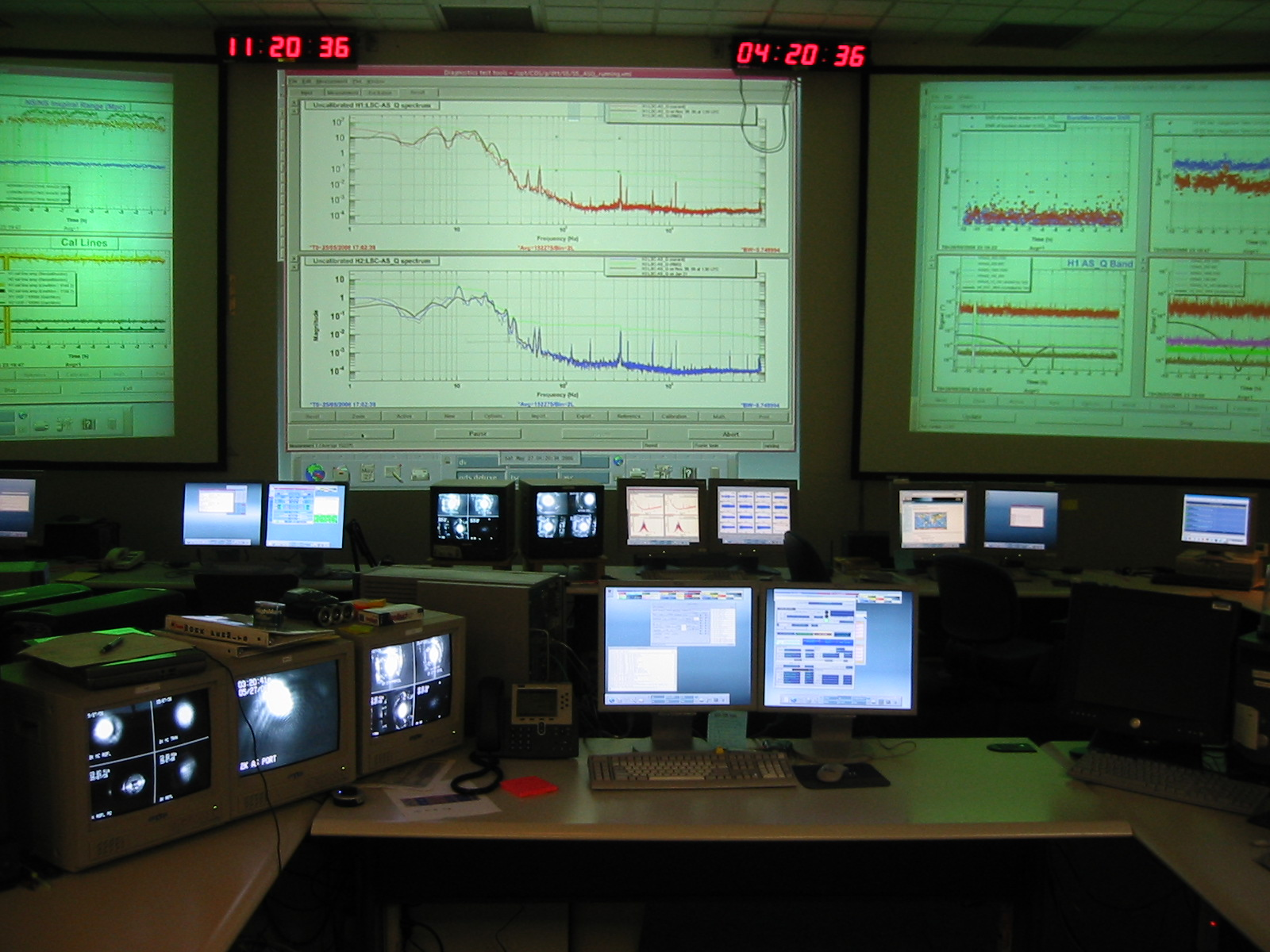
LIGO kontrolní místnost

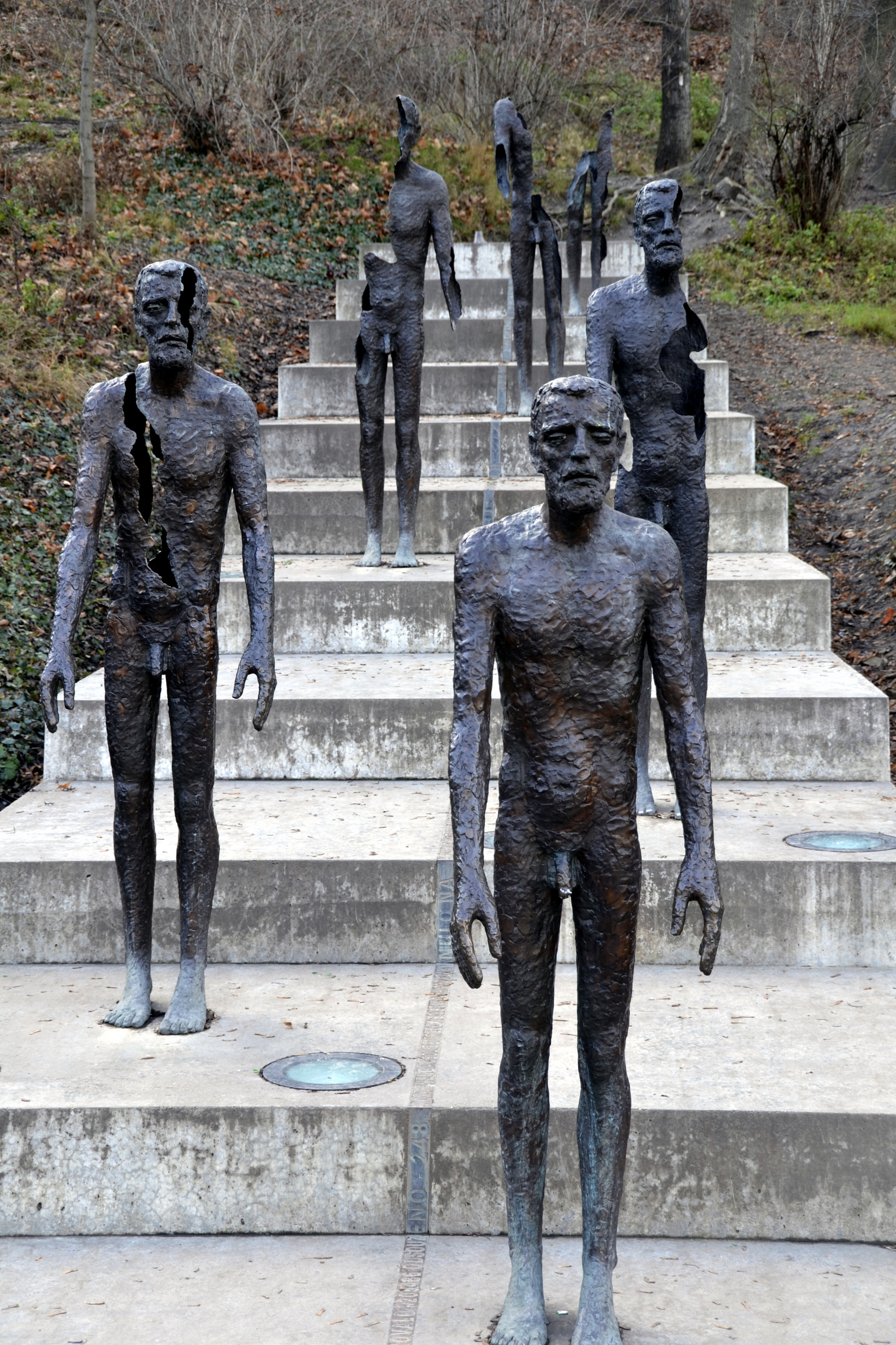
Pomník obětem komunismu

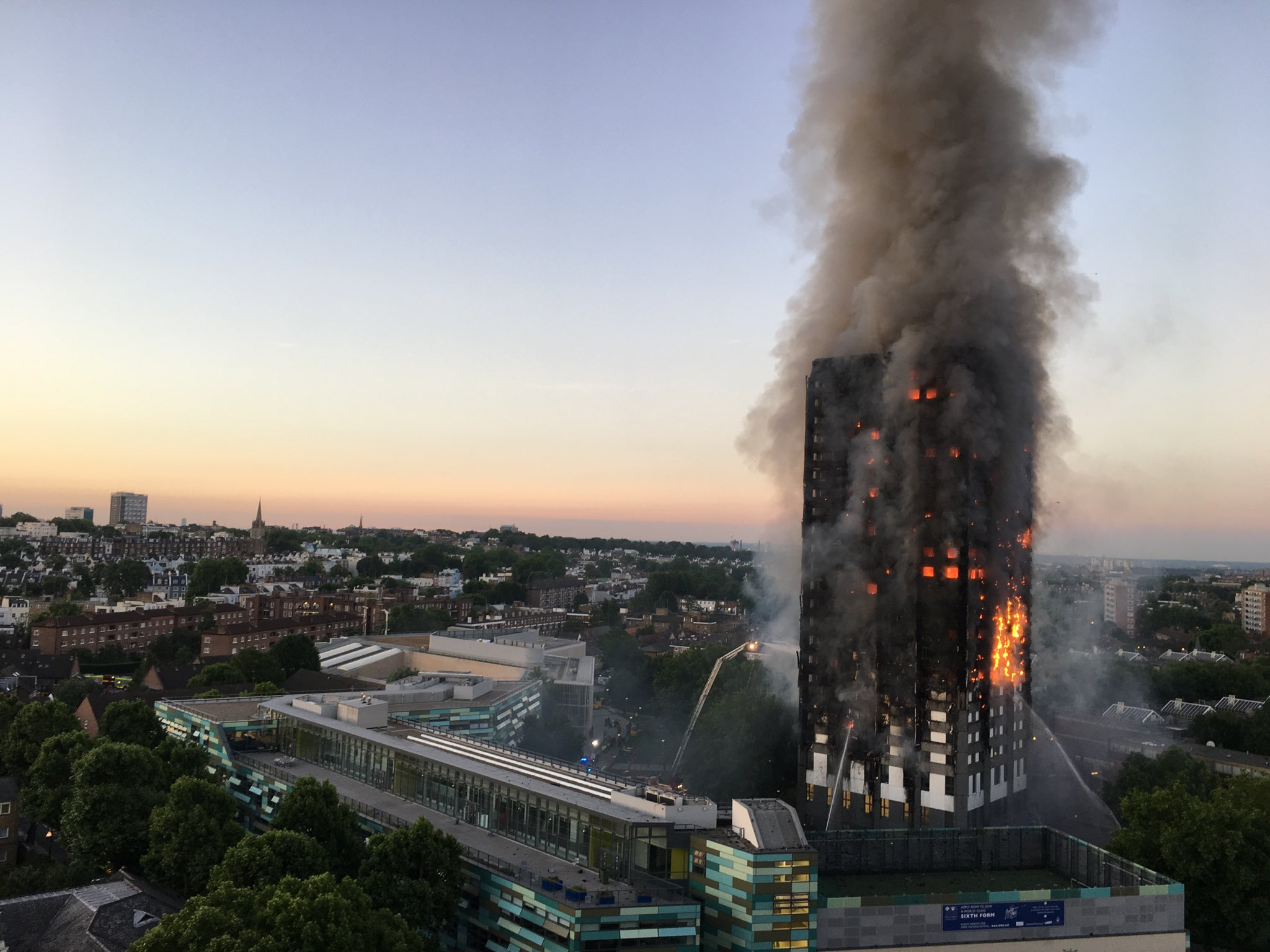
Požár budovy Grenfell Tower

1. června – čtvrtek
 Nejméně 36 lidí se udusilo kouřem při žhářském útoku v kasinu ve filipínském hlavním městě Manila. Pachatel útoku spáchal sebevraždu a policie vyloučila terorismus.
 Americký prezident Donald Trump oznámil odstoupení své země z Pařížské klimatické dohody.
 Americká observatoř LIGO opětovně detekovala gravitační vlny. Tentokrát byly vyvolané spojením dvou supermasivních černých děr.
2. června – pátek
 Desítky iráckých civilistů byly zabity při útěku před teroristy z Islámského státu ze zbývajících čtvrtí Mosulu, doposud ovládaných islamisty.
 Americké státy Kalifornie, New York a Washington vytvořily alianci, jejímž účelem je dodržovat klimatickou dohodu z Paříže navzdory rozhodnutí prezidenta Donalda Trumpa o odstoupení od smlouvy.
3. června – sobota
 Při teroristickém útoku, který v Londýně provedli tři muži, zemřelo sedm lidí. Útočníci byli zabiti.
5. června – pondělí
 Český prezident Miloš Zeman s manželkou odcestoval na státní návštěvu Vietnamské socialistické republiky.
 Černá Hora se oficiálně stala 29. členem Severoatlantické aliance (NATO).
 Vláda České republiky ukončila spolupráci na evropském programu přerozdělování uprchlíků z Itálie a Řecka. Svůj krok odůvodnila zhoršenou bezpečnostní situací a nefunkčností celého systému.
 Egypt, Saúdská Arábie, Spojené arabské emiráty, Bahrajn, Libye a Jemen přerušily diplomatické styky s Katarem, který obviňují s podpory terorismu a kooperace s Íránem.

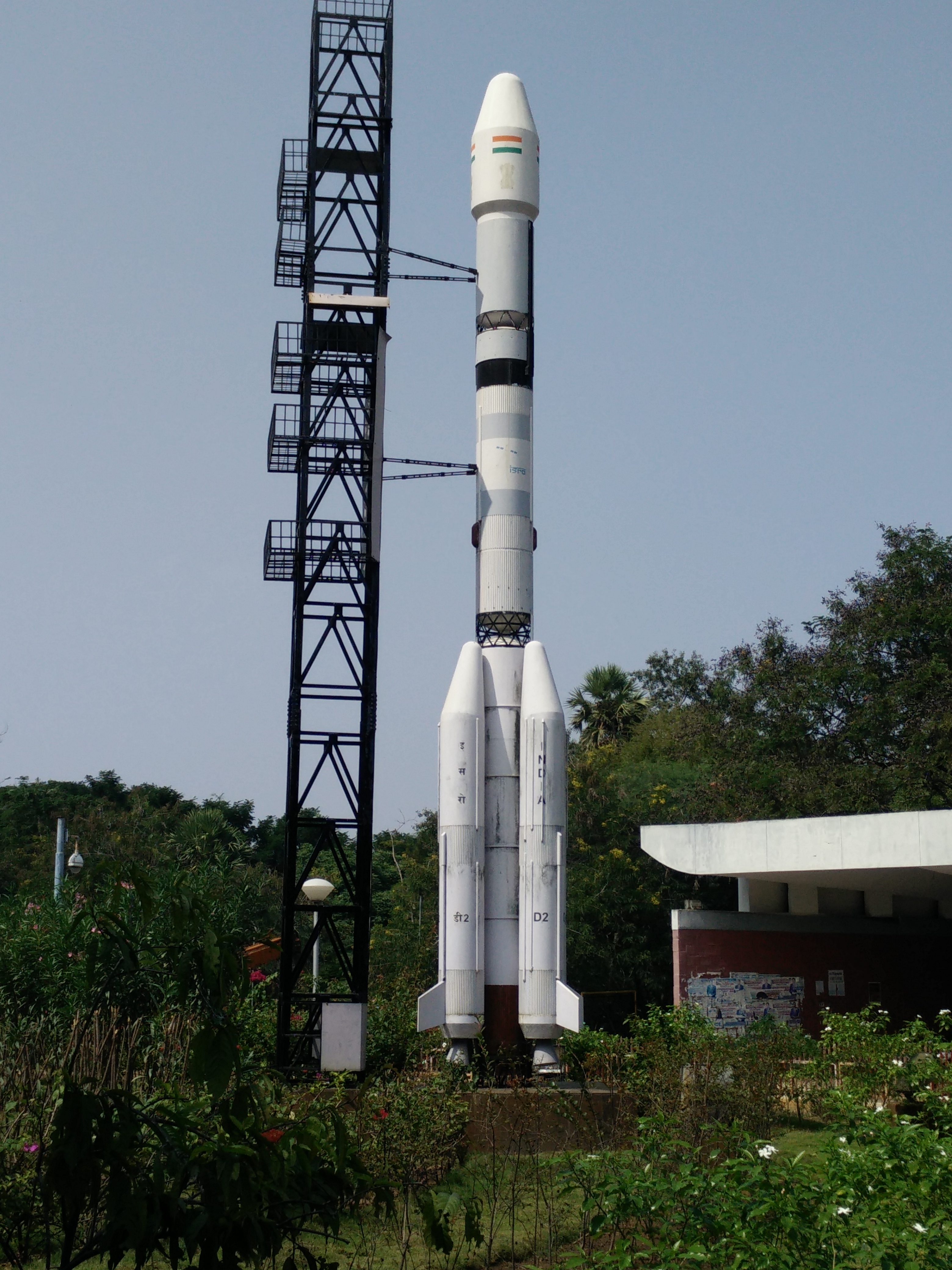
Raketa LVM 3

 Indická těžká raketa LVM 3 úspěšně odstartovala z kosmodromu Šríharikota a poprvé také dosáhla oběžné dráhy.
6. června – úterý
 Syrské demokratické síly zahájily útok na město Rakka označované jako hlavní město Islámského státu.
7. června – středa
 Nejméně 12 lidí bylo zabito při sérii teroristických útoků proti íránskému parlamentu a mauzoleu ajatolláha Chomejního (na obrázku) v Teheránu. K sebevražedným útokům se přihlásil Islámský stát.
 Nejvyšší soud České republiky připustil využití odposlechů jako důkazního materiálu v případě údajné korupce bývalého hejtmana Davida Ratha.
 Letoun Shaanxi Y-8 patřící barmské armádě se 120 lidmi na palubě se zřítil do Andamanského moře.
8. června – čtvrtek
 Proasadovské milice se opětovně střetly s americkou armádou v deeskalační zóně poblíž hraničního přechodu al-Tanf.
 Blokáda Kataru 2017: Katarská Al-Džazíra se stala terčem kybernetického útoku.
 Požár ve městě Knysna zničil 150 domů a vyžádal si evakuaci 10 000 lidi poté, co jihoafrickou provincii Západní Kapsko zasáhla nejsilnější zimní bouře za posledních 30 let. V celé provincii je hlášeno nejméně osm mrtvých.
 James Comey, bývalý šéf FBI, vypovídal před senátní komisí pro dohled nad tajnými službami ohledně ruského zásahu do prezidentských voleb i nátlaku prezidenta Spojených států, Donalda Trumpa na jeho osobu.

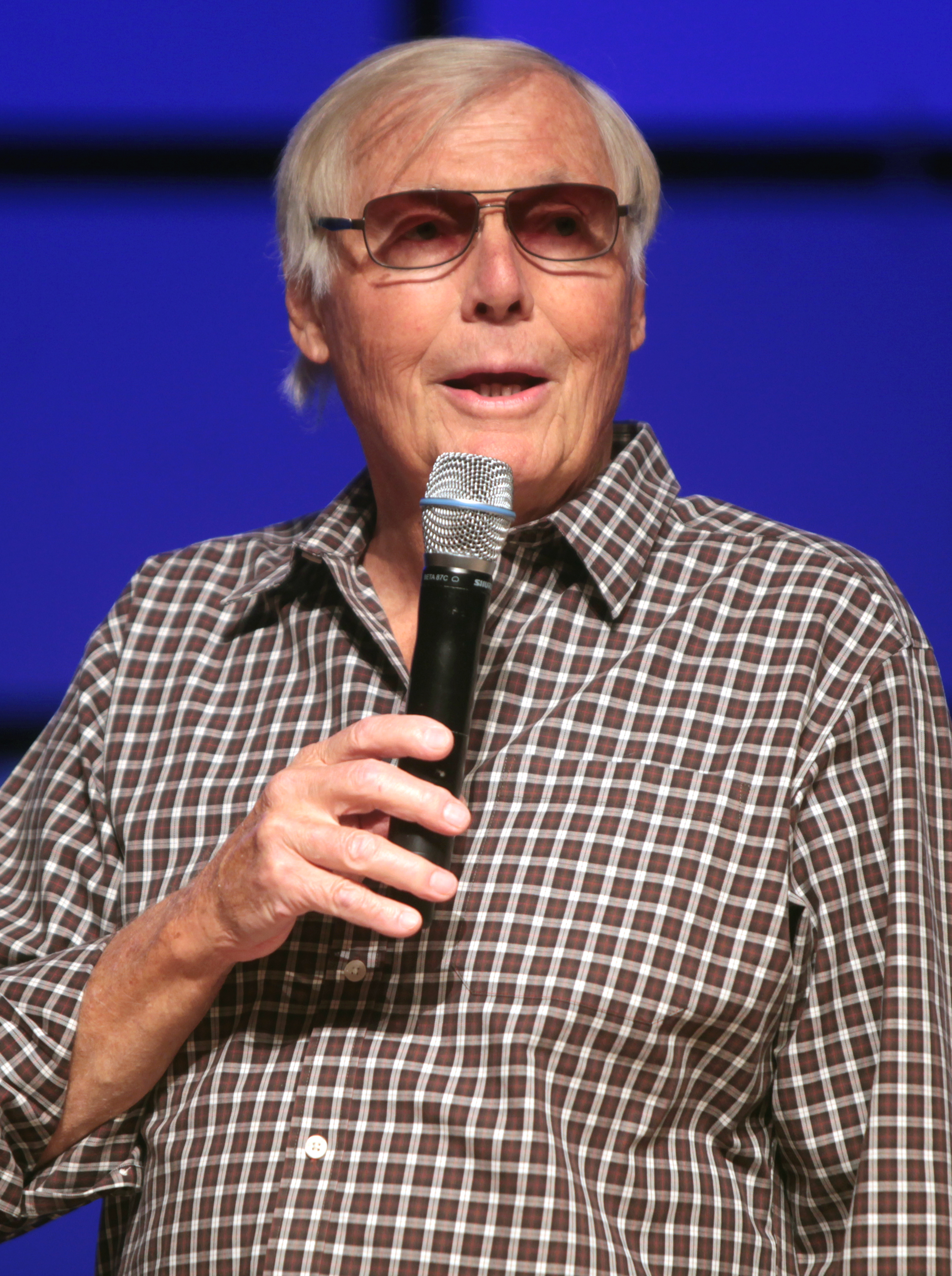
Adam West

9. června – pátek
 Ve věku 88 let zemřel americký herec Adam West (na obrázku), který ztvárnil Batmana.
 V kazašské metropoli Astana byla zahájena výstava Expo 2017 s ústředním tématem věnovaném energiím budoucnosti. Vystavuje zde více než sto států světa a dvaadvacet nadnárodních organizací.
10. června – sobota
 Britská královna Alžběta II. po volbách pověřila současnou premiérku Theresu Mayovou sestavením nové vlády. Mayová přitom musí přijmout koalici se severoirskou Demokratickou unionistickou stranu (DUP), aby v parlamentu získala většinu hlasů.
11. června – neděle
 Z prvního kola francouzských parlamentních voleb vyšlo vítězně hnutí Emmanuela Macrona Republika v pohybu (REM) se ziskem přes 28 % hlasů.
 Evropská unie zrušila vízovou povinnost pro ukrajinské občany.
12. června – pondělí
 Demokratická strana Kosova zvítězila v kosovských parlamentních volbách.
 Zemětřesení o síle až 6,3 stupně Richterovy stupnice udeřilo v pondělí v Egejském moři mezi Řeckem a Tureckem. Škody jsou hlášeny především z ostrova Lesbos, kde se zřítilo několik domů a nejméně 10 lidí bylo zraněno.
13. června – úterý
 Evropská komise zahájila řízení o porušení Smlouvy s Českou republikou, Maďarskem a Polskem za neplnění migračních kvót.

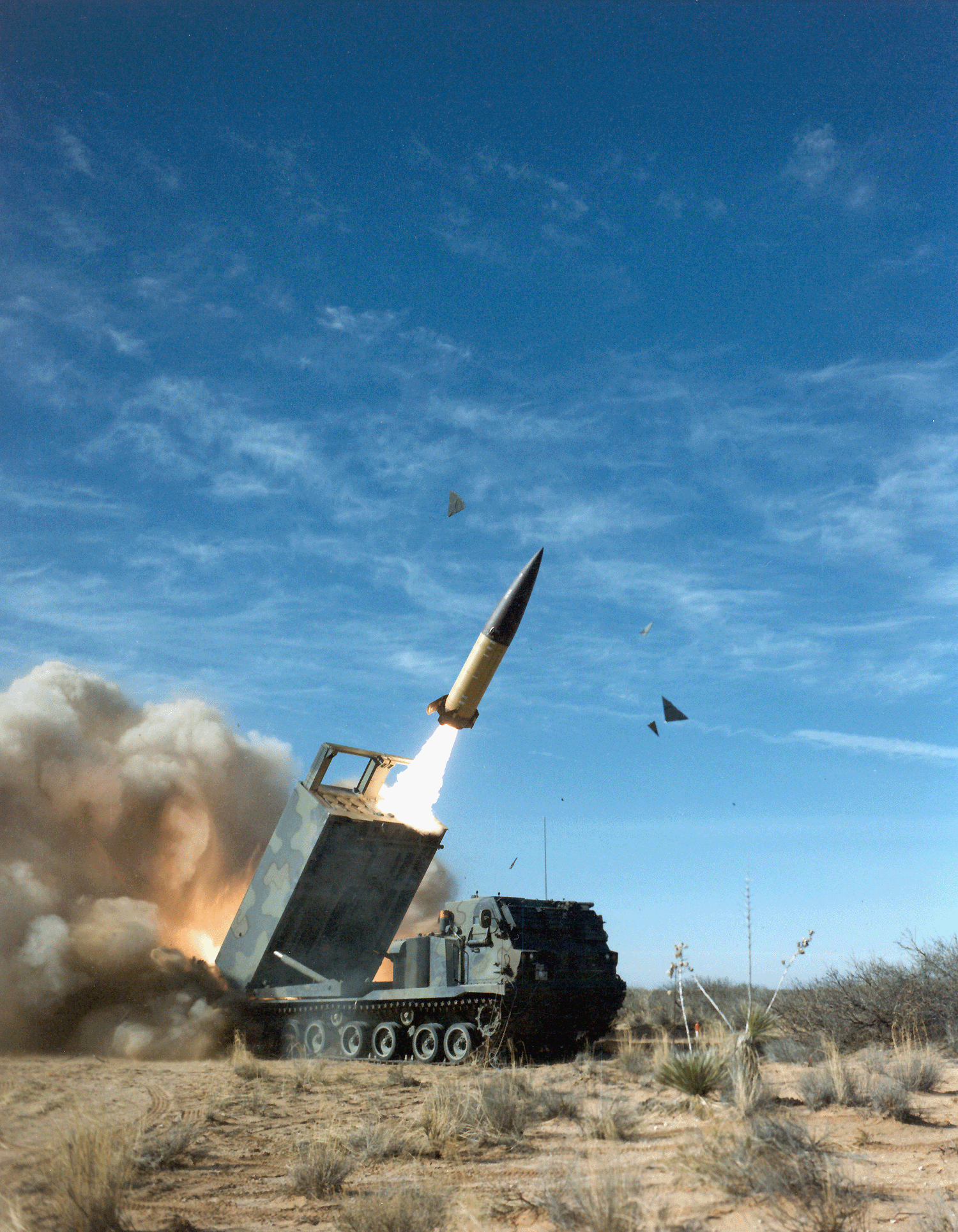
raketa ATACMS

 Spojené státy americké rozmístily balistické rakety ATACMS na své základně Al-Tanf v syrské provincii Homs.
 Panama přerušila diplomatické styky s Čínskou republikou na Tchaj-wanu ve prospěch Čínské lidové republiky.
14. června – středa
 Ministr vnitra Milan Chovanec nahradil Bohuslava Sobotku na postu předsedy ČSSD. Volebním lídrem strany se stal stávající ministr zahraničí Lubomír Zaorálek.
 Leo Varadkar byl jmenován novým irským premiérem za stranu Fine Gael.
 Egyptský parlament schválil předání neobydlených ostrovů Tiran a Sanafir Saúdské Arábii.
 Americký kongresman Steve Scalise byl spolu se dvěma členy ochranky, dvěma asistenty a registrovaným lobbistou postřelen útočníkem během basketbalového zápasu ve Virginii.
 Nejméně 12 lidí zemřelo při požáru bytového domu v londýnském obvodě Hammersmith a Fulham.
15. června – čtvrtek
 Ve věku 91 let zemřel český akademický sochař Olbram Zoubek mimo jiné autor Pomníku obětem komunismu (na obrázku).
 Na celém území Evropské unie byly zrušeny roamingové poplatky.
 Výbuch bomby ve školce ve městě Feng-sien v provincii Ťiang-su si vyžádal 7 mrtvých a 59 zraněných.
 Islámský stát oznámil dobytí Tálibánem ovládané pevnosti Tóra Bóra v afghánské provincii Nangarhár.
16. června – pátek
 Ve věku 87 let zemřel bývalý německý kancléř Helmut Kohl, který se podílel na znovusjednocení Německa v roce 1990.
 Americký prezident Donald Trump potvrdil, že je subjektem vyšetřování FBI údajného ruského vměšování do amerických prezidentských voleb.
 Spojené státy americké a OSN žádají po Severní Koreji vysvětlení zdravotního stavu Otty Warmbiera, který byl po ročním věznění propuštěn ve stavu kómatu.
17. června – sobota
 USA zveřejnily dokumenty o roli CIA při svržení íránského předsedy vlády Muhammada Mosaddeka v roce 1953.
 Americký torpédoborec USS Fitzgerald (DDG-62) se srazil s filipínskou nákladní lodí poblíž japonského přístavu Jokosuka. Sedm amerických námořníků je od srážky pohřešováno.
 Na chorvatském pobřeží u města Podgora vypukl rozsáhlý lesní požár, který si vyžádal evakuaci turistů i místních obyvatel.
18. června – neděle
 Nejméně čtyři lidé byli zabiti poté, co sesuv hory vyvolal megatsunami dosahující 90 metrů, která zasáhla grónskou vesnici Nuugaatsiaq.
 Druhé kolo francouzských parlamentních voleb vyhrála strana prezidenta Emmanuela Macrona En Marche!. S 308 mandáty získala v 577členném francouzském parlamentu většinu. Volby provázela nejnižší volební účast od vzniku francouzské páté republiky.
 Nejméně 62 lidí uhořelo při lesním požáru ve středním Portugalsku.
 Makedonský ministr zahraničí Nikola Dimitrov oznámil, že vláda je ochotna změnit název země, aby mohla vstoupit do NATO a Evropské unie.
 Čeští vojáci pomohli osvobodit 36 rukojmí ze zajetí teroristů v turistickém resortu na předměstí maliského hlavního města Bamako.
 Irácké ozbrojené síly zahájily útok na Islámským státem obsazené centrum Mosulu.
19. června – pondělí
 Francouzská policie zabila na Avenue des Champs-Élysées útočníka, který narazil do policejního automobilu. Ve vozidle útočníka byly nalezeny tlakové láhve.

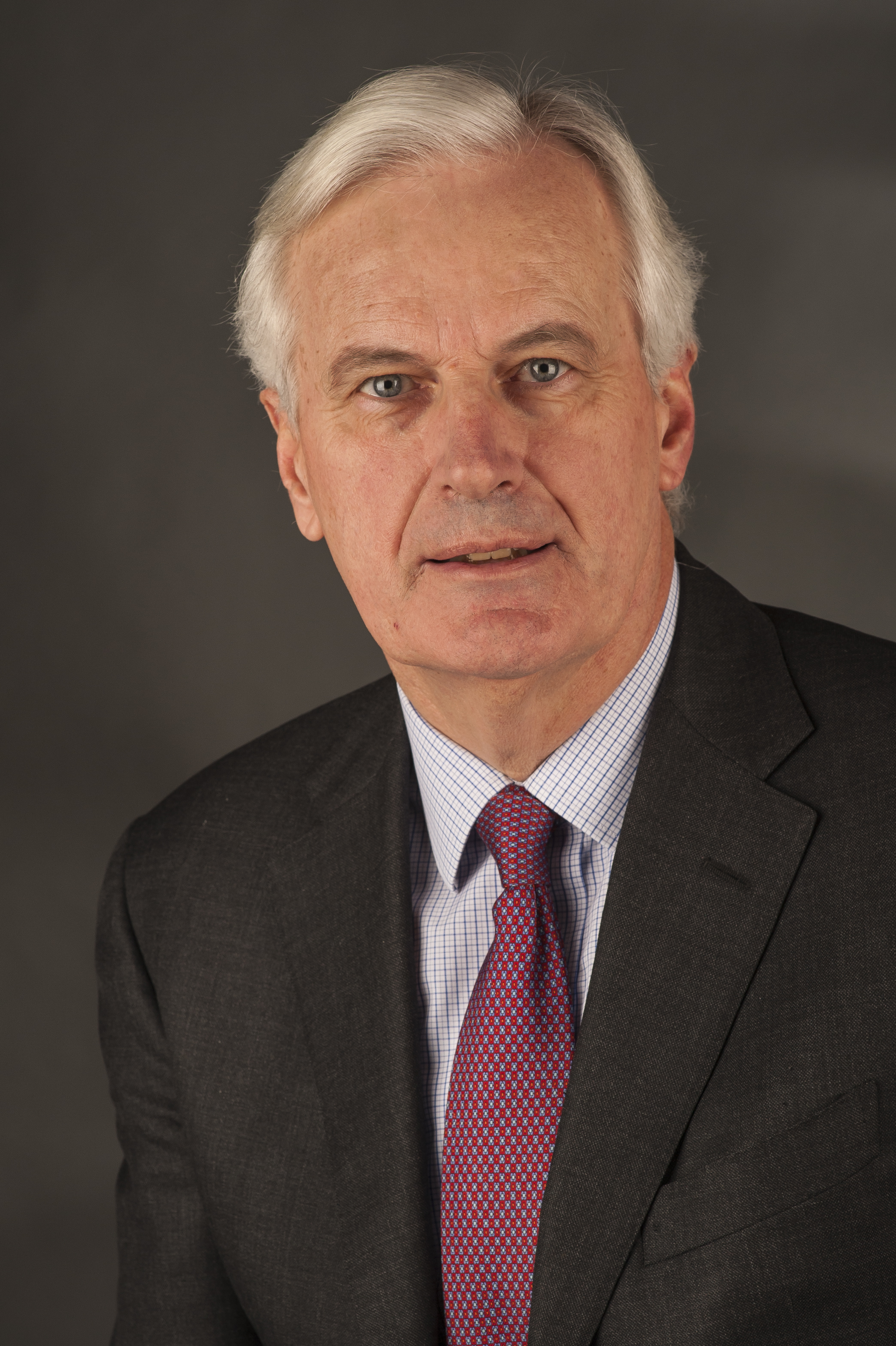
Michel Barnier

 Evropský vyjednávač Michel Barnier a jeho britský kolega David Davis zahájili vyjednávání o ukončení členství Spojeného království v Evropské unii.
 Ruské ozbrojené síly pozastavily kooperaci s americkým letectvem poté, co Američané sestřelili bombardér Syrského letectva západně od Rakka.
 Nejméně jeden člověk zemřel a 10 dalších bylo zraněno, poté co řidič úmyslně najel dodávkou do davu lidí poblíž Severolondýnské ústřední mešity.
 Zemřel Američan Otto Warmbier, který byl 17 měsíců vězněn v Severní Koreji.
 Prezident Miloš Zeman podepsal jmenovací dekrety 86 novým vysokoškolským profesorům. Mezi nimi byli Juraj Jakubisko, Jiří Pelán, David Eben a Jan Kysela.
20. června – úterý
 Belgické ozbrojené síly neutralizovaly sebevražedného atentátníka na Bruselském centrálním nádraží.

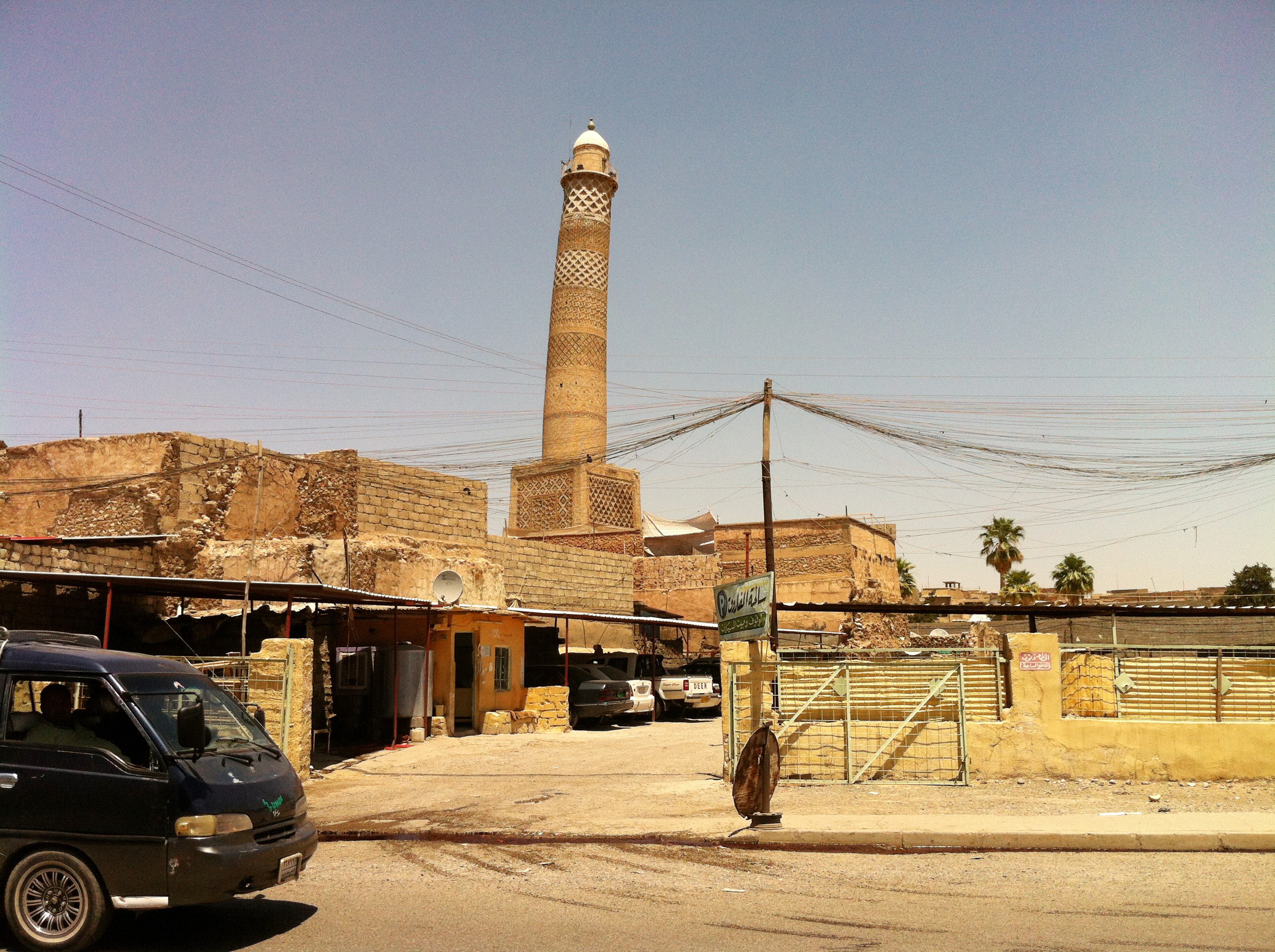
Velká mešita an-Núrí

21. června – středa
 Bitva o Mosul: Islámský stát vyhodil do vzduchu mosulskou Velkou mešitu an-Núrí s jejím nakloněným minaretem z 12. století (na obrázku). Ironicky právě zde Abú Bakr al-Bagdádí vyhlásil v roce 2014 svůj chalífát.
 Rumunský premiér Sorin Grindeanu byl odvolán poté, co rumunský parlament odhlasoval nedůvěru jeho vládě.
 Princ Mohamed bin Salmán byl jmenován následníkem trůnu Saúdské Arábie.
 Stanislav Štech byl jmenován novým ministrem školství.
22. června – čtvrtek
 Nejméně 20 lidí bylo zabito a desítky dalších zraněny při výbuchu automobilu před bankou ve městě Laškargáh v afghánské provincii Hilmand.
23. června – pátek
 Turecko ukončilo výuku evoluční teorie na základních a středních školách.

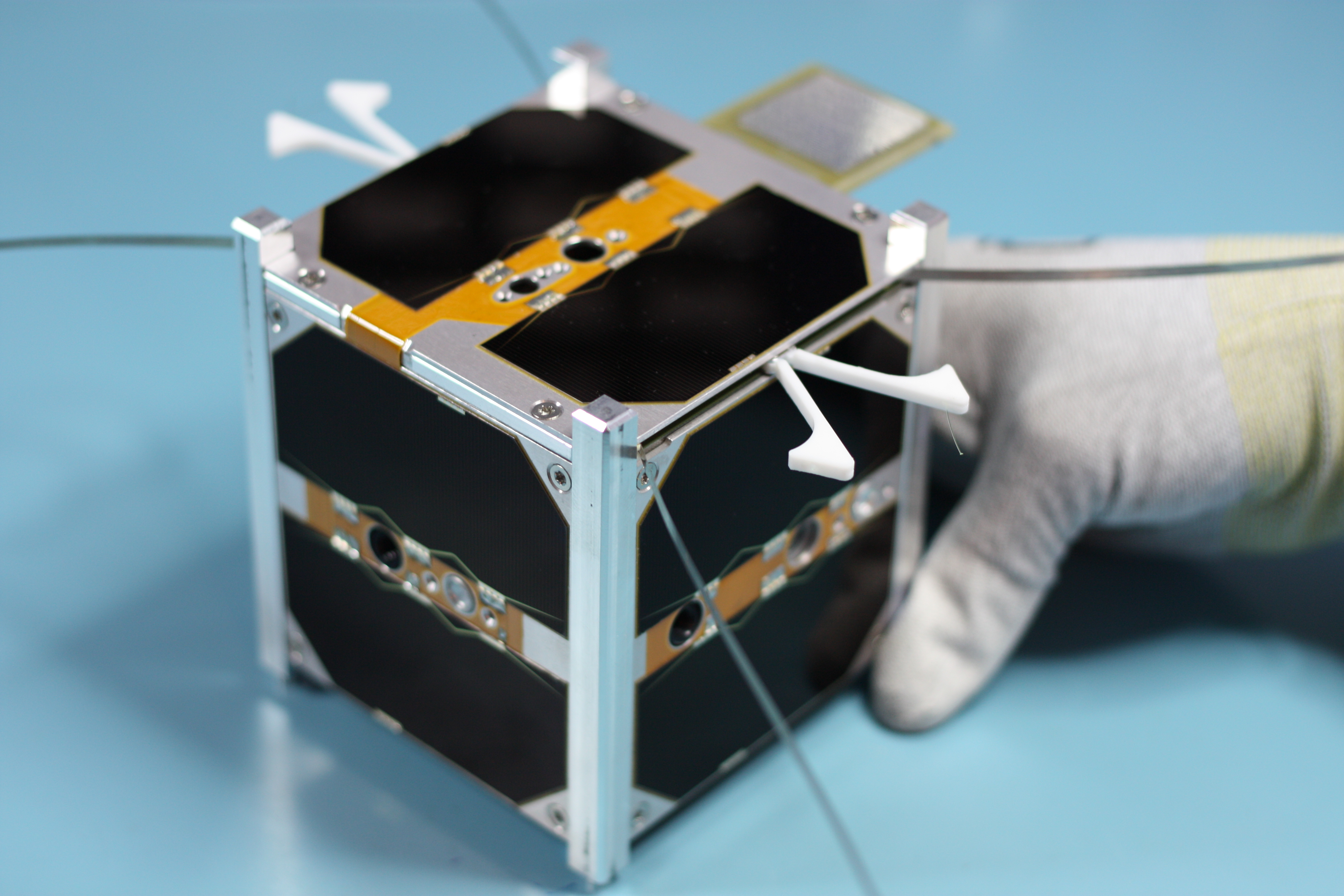
skCube

 Indická raketa PSLV-XL vynesla z kosmodromu Šríharikota na oběžnou dráhu 29 cubesatů mezi nimi český VZLUSat-1 a slovenský skCube. Primárním nákladem rakety byl kartografický satelit Cartosat-2E.
 Čtyři arabské země vedené Saúdskou Arábií zveřejnily třináctibodové ultimátum, jehož splnění povede k ukončení sankcí namířených proti emirátu Katar.
 Jižní Korea provedla úspěšnou zkoušku nové balistické rakety středního doletu.
 Premiér Bohuslav Sobotka a další premiéři Visegrádské skupiny se v Bruselu sešli s novým francouzským premiérem Emmanuelem Macronem.
 Český hydrometeorologický ústav zaznamenal nad územím Česka za 24 hodin 298 727 blesků, nejvíce za posledních několik let.
24. června – sobota
 V reakci na ostřelování izraelského území provedlo Izraelské vojenské letectvo nálet na pozice syrské armády ve městě Kunejtra.
 Požár Grenfell Tower: Stovky lidí byly evakuovány z obytných věží v londýnském obvodě Camden z důvodu hořlavého obložení budov.
 Nejméně 140 lidí je pohřešováno po sesuvu půdy v prefektuře Ngawa v čínské provincii S’-čchuan.
25. června – neděle
 Zemřel bývalý ministr školství Eduard Zeman.
 Poblíž španělského města Huelva bylo evakuováno přes 1 500 lidí před rozsáhlým požárem, který vypukl na okraji národního parku Doñana.
 Parlamentní volby v Albánii vyhrála Socialistická strana Albánie stávajícího premiéra Ediho Ramy.
 Nejméně 123 lidí uhořelo při nehodě cisterny s pohonnými hmotami v pákistánské provincii Paňdžáb.
26. června – pondělí
 Lékaři v pražském IKEMu transplantovali játra čtyřměsíčnímu kojenci s vrozenou vadou žlučových cest.
 Rumunský ministr hospodářství Mihai Tudose byl navržen do funkce premiéra.

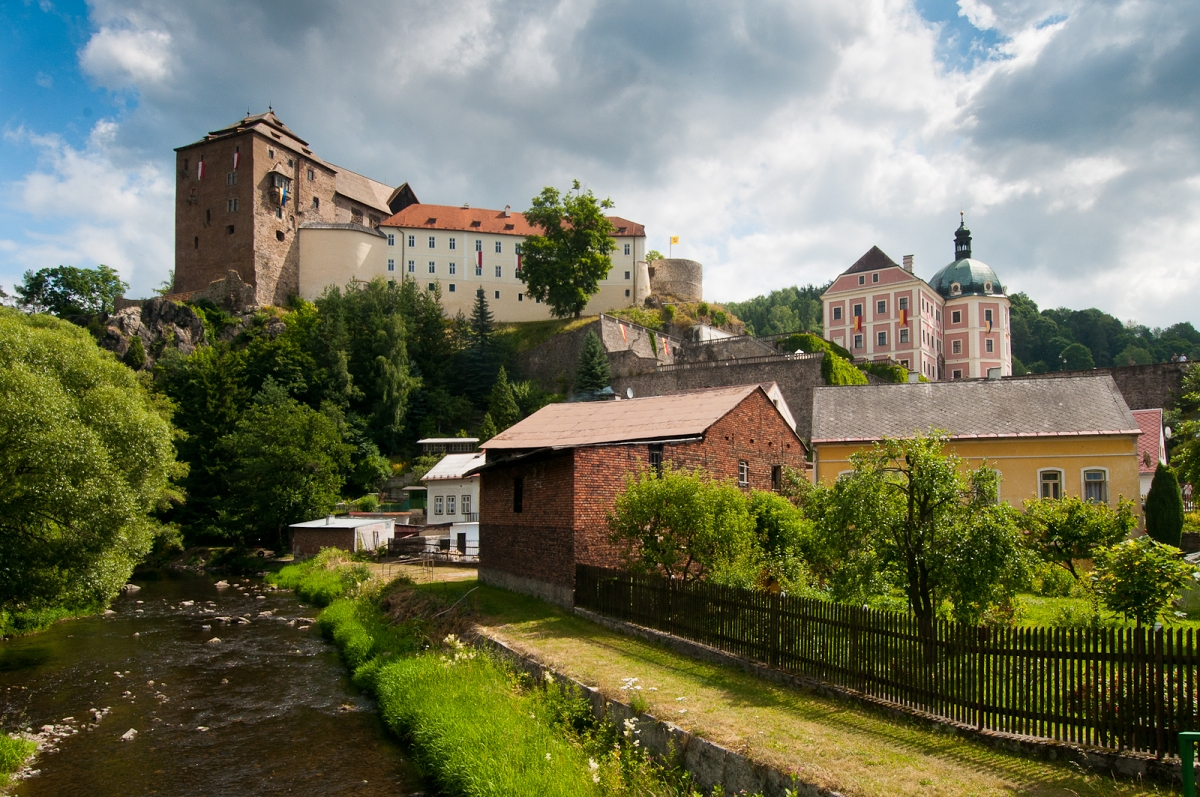
Bečov nad Teplou

 Badatelé Národního památkového ústavu oznámili, že během průzkumu kaple na hradě Bečov nad Teplou našli 15 původních ozdob z relikviáře svatého Maura.
 Čínský aktivista a spisovatel Liou Siao-po, nositel Nobelovy ceny za mír, byl propuštěn z vězení kvůli rakovině jater.
 Ve Spojeném království byla dána do provozu letadlová loď HMS Queen Elizabeth (R08).
 Nejméně 6 lidí zemřelo a 28 lidí se pohřešuje po potopení výletní lodi u města Guatapé v kolumbijském departmentu Antioquia.
 Na svou první návštěvu České republiky přicestoval vlakem rakouský prezident Alexander Van der Bellen.

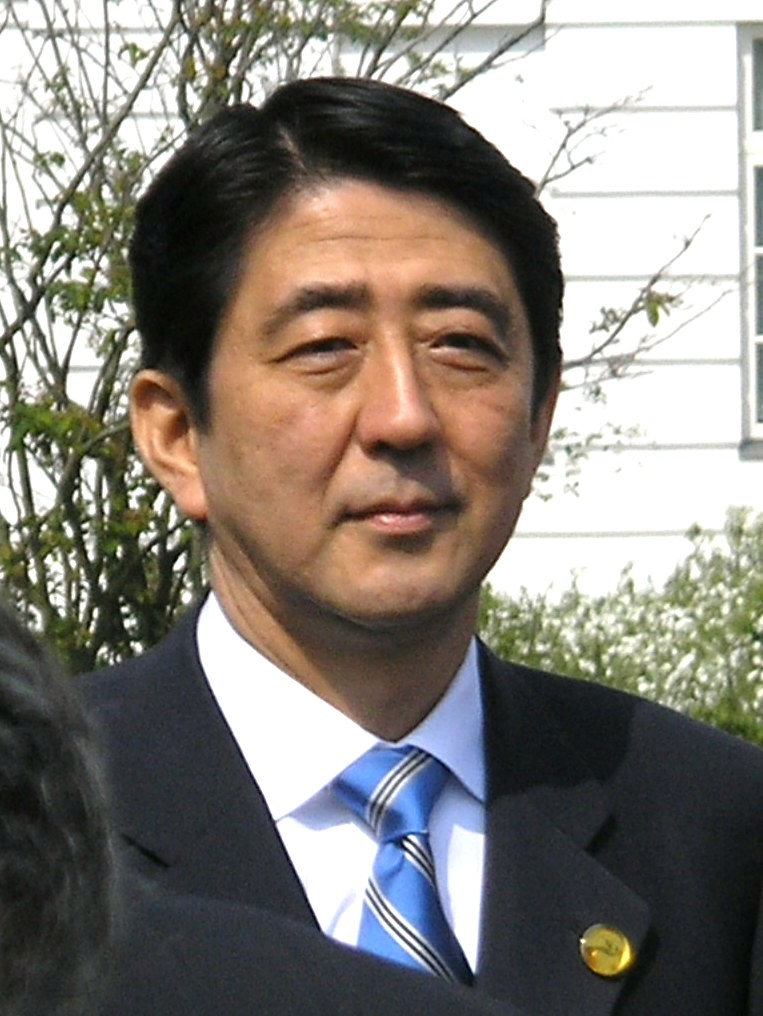
Šinzó Abe

27. června – úterý
 Český premiér Bohuslav Sobotka se při návštěvě Japonska sešel s premiérem Šinzó Abem.
 Ve Zlíně byli nalezeni 2 uhynulí divočáci nakažení africkým morem prasat. Nákaza není přenosná na člověka, pro divoká i domácí prasata je ale smrtelná. Veterináři stanovili takzvanou zamořenou oblast v kruhu o poloměru deset kilometrů od nálezu.
 Pozorovatelé OSN potvrdili dokončení odzbrojení levicových povstalců z hnutí FARC.
 Slovenští archeologové oznámili objev jednoho z nejrozsáhlejších archeologických nalezišť na Slovensku. Na nalezišti z 8. století u Podunajských Biskupic nalezli stovky hrobů, mince a šperky z období Avarského kaganátu.
 Soud v Haagu rozhodl, že Nizozemsko je spoluzodpovědné za smrt asi 300 muslimských mužů v Srebrenici v roce 1995.
28. června – středa
 Poslanecká sněmovna schválila ústavní novelu Ústavního zákona o bezpečnosti České republiky.
 Evropská migrační krize: Do italských přístavů dorazilo přes 10 000 nelegálních migrantů.

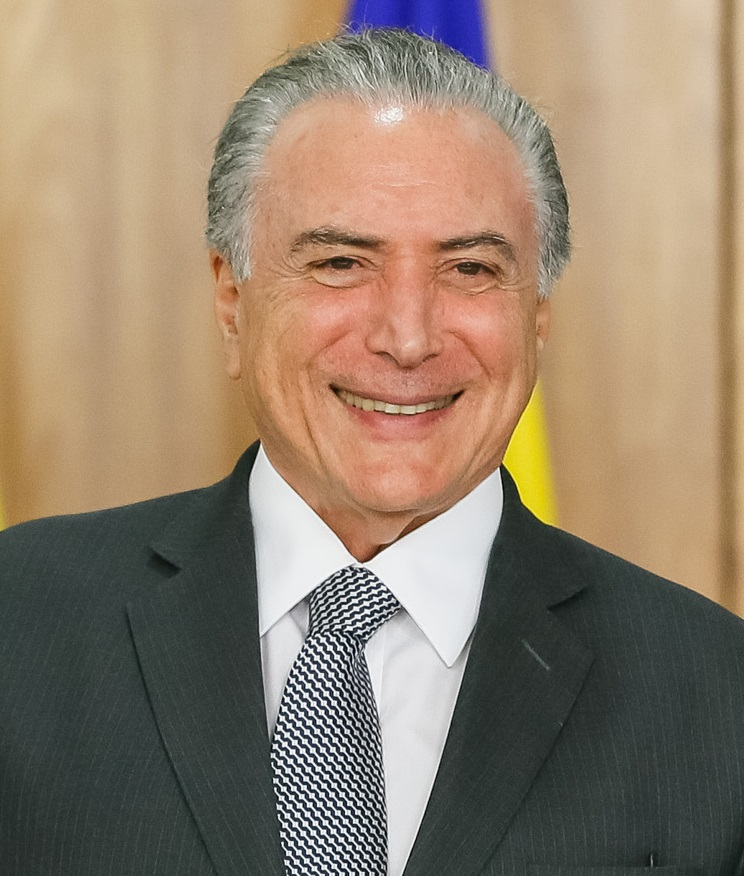
Michel Temer

 Brazilský prezident Michel Temer byl obviněn z korupce.
 Čína spustila na vodu první torpédoborec typu 055.
 Policejní vrtulník ostřeloval budovu nejvyššího soudu ve venezuelském hlavním městě Caracas. K útoku se přihlásil policista Oscar Pérez, který vyzval k odporu vůči vládě prezidenta Nicoláse Madura.
 Soud ve Spojeném království odsoudil 6 osob za tragédii na stadiónu Hillsborough, při které v roce 1989 zahynulo 96 lidí.
29. června – čtvrtek
 Bitva o Mosul: Irácké bezpečnostní složky obsadily trosky Mešity an-Núrí v historickém centru západního Mosulu.
 Organizace pro zákaz chemických zbraní potvrdila, že při dubnovém útoku v syrském Chán Šajchúnu byl použit sarin.
 Mezinárodní soud v Haagu potvrdil nárok Slovinska na velkou část Piranského zálivu a přístup na otevřené moře. Od roku 1991 si území nárokovalo i Chorvatsko.
 Během přívalového deště byl kvůli sesuvu půdy zastaven provoz na železniční trati mezi Radotínem a Dobřichovicemi. V Praze byly podobné srážky jako při povodni v roce 2013.
 Prezident Miloš Zeman navštívil Jadernou elektrárnu Dukovany.

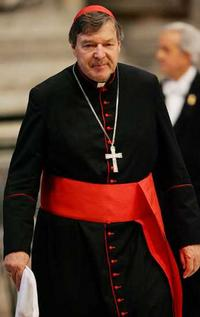
Kardinál George Pell

 Australská policie obvinila vatikánského pokladníka kardinála George Pella ze zneužívání nezletilých.
30. června – pátek
 Ve věku 89 let zemřela francouzská politička Simone Veilová.
 V kostele Panny Marie na Pražském hradě byly uloženy ostatky pěti osob z 10. století. Mezi nimi mohl být kníže Spytihněv I. s manželkou.
 Po dvouleté rekonstrukci se v Praze na Kampě otevřela budova Werichovy vily.
 Bundestag schválil poměrem hlasů 393:226 při čtyřech abstencích stejnopohlavní manželství.